# Rudolf Schenker
Rudolf Schenker, född 31 augusti 1948 i Hildesheim, Niedersachsen, Brittiska ockupationszonen, är en tysk gitarrist och grundare av det tyska rockbandet Scorpions. Han är mest kompgitarrist men har även spelat sologitarr på några av bandets låtar. 
Han spelar oftast på en Gibson Flying V.
Han har en yngre bror, Michael Schenker, som spelade i Scorpions i början fram till 1973 för att sedan gå med i gruppen UFO.